# Okudaira Sadamasa
Okudaira Sadamasa (奥平貞昌?   1555 - 1615), llamado posteriormente Okudaira Nobumasa (奥平信昌?) fue un daimyō japonés del período Sengoku a inicios del periodo Edo de la historia de Japón.
Fue hijo de Okudaira Sadayoshi, una figura influyente en Mikawa y su nombre priginal era Sadamasa. El clan Okudaira era vasallo del clan Tokugawa pero habían sido obligados a unirse al clan Takeda bajo las órdenes de Takeda Shingen. Después de la muerte de Shingen y que Katsuyori tomó el liderazgo del clan, Sadamasa y sus hombres abandonaron el Castillo Tsukude y volvieron a unirse a los Tokugawa. Debido a que Katsuyori tenía a la esposa de Sadamasa y su hermano como rehenes, decidió crucificarlos para castigar la traición de Sadamasa.
Ya bajo las órdenes de Tokugawa Ieyasu, Sadamasa fue asignado al Castillo Nagashino. Katsuyori, enfurecido aún por la traición decidió mandar a su ejército al castillo con el afán de asediarlo y terminar con Sadamasa dando inicio a lo que se conoce como Batalla de Nagashino de 1575. Sadamasa hizo una buena defensa de su posición y pudo aguantar los ataques hasta que arribaron las tropas combinadas de Oda Nobunaga y Tokugawa Ieyasu en su auxilio. Nobunaga quedó tan impresionado de las habilidades que tenía en el campo de batalla que le ofreció el honor de tomar parte de su nombre, por lo que se cambió el nombre a Nobu-masa.
Después de la victoria Ieyasu le permitió que se casara con su hija mayor, Kame-hime y le fue entregado el Castillo Nagashino, además que fungió como el primer Kioto Shoshidai, puesto que fungió hasta 1601.
Posteriormente le fue entregado el Dominio de Kanō, donde construyó el Castillo Kanō y ordenó la construcción del Kanō Tenman-gū.